# Pallenopsis juttingae
Pallenopsis juttingae är en havsspindelart som beskrevs av Stock, J.H. 1964. Pallenopsis juttingae ingår i släktet Pallenopsis och familjen Phoxichilidiidae. Inga underarter finns listade i Catalogue of Life.